# Stamatia Kyparissi
Stamatia Kyparissi (griechisch Σταματία Κυπαρίσση, * 20. Juni 2002 in Katerini) ist eine griechische Volleyballnationalspielerin.

## Karriere
Kyparissi gehörte ab 2015 zur griechischen Juniorinnen-Nationalmannschaft. Von 2018 bis 2022 spielte sie bei PAOK Thessaloniki. In dieser Zeit gab die Außenangreiferin 2019 auch ihr Debüt in der A-Nationalmannschaft. 2021 gewann sie mit PAOK den griechischen Pokal. Mit Griechenland nahm sie an der Europameisterschaft 2022 teil. Anschließend spielte sie eine Saison beim ungarischen Verein Kaposvári Női Röplabda Club. 2023 kehrte sie nach Thessaloniki zurück. 2024 wurde Kyparissi vom deutschen Bundesligisten Dresdner SC verpflichtet.